# San Giorgio in Bosco
San Giorgio in Bosco est une commune italienne de la province de Padoue dans la région Vénétie en Italie.

## Histoire
Napoléon Bonaparte y remporte des victoires sur Wurmser le 19 septembre 1796 et le 15 janvier 1797.

## Administration
| Période                                  | Période | Identité | Étiquette | Qualité |
| ---------------------------------------- | ------- | -------- | --------- | ------- |
|                                          |         |          |           |         |
| Les données manquantes sont à compléter. |         |          |           |         |

### Hameaux
Paviola, Lobia, Sant'Anna Morosina

### Communes limitrophes
Campo San Martino, Cittadella, Fontaniva, Grantorto, Piazzola sul Brenta, Tombolo, Villa del Conte.